# Gino Rossi
Gino Rossi (n. 29 mai 1908, Piacenza, Italia – d. 1987, Milano, Italia) a fost un boxer ce a reprezentat Italia, medaliat olimpic. A participat la o ediție a Jocurilor Olimpice (1932) în care a câștigat o medalie de argint.

## Participări
Lista de mai jos prezintă principalele competiții la care a participat Gino Rossi de-a lungul carierei.
- boxing at the 1932 Summer Olympics – light heavyweight[*]